# Internet Architecture Board
Internet Architecture Board („Борд за интернет архитектура“) е комитетът, натоварен от Интернет обществото (ИО) с наблюдението на техническите и инженерни разработки в интернет. Бордът наблюдава редица работни групи, от които най-важни са Работната група за интернет инженерство (РГИИ) и Работната група за интернет изследване (РГИИз). Организацията, която впоследствие се превръща в БИА, първоначално е създадена от „Агенцията за изследователски проекти по отбрана“ към Министерството на отбраната на САЩ под името „Борд за контрол на интернет комуникациите“ през 1979 г.; впоследствие се превръща в „Съветен борд за интернет“ през септември 1984 и в „Борд за интернет активност“ през май 1986.
В крайна сметка се превръща в БИА под контрола на Интернет обществото през януари 1992 г., като част от преминаването на интернет от разработка на правителството на САЩ към публично достъпна услуга.

## Дейности
Отговорностите на БИА включват:
- Архитектурно наблюдение: БИА е натоварен с наблюдение и в отделни случаи с изказване на позиция относно архитектурни аспекти, мрежови протоколи и процедури, използвани от интернет;
- Наблюдение на стандартизирани процеси: БИА е натоварен с наблюдение на процесите, използвани за създаване на интернет стандарти. БИА изпълнява функциите на апелативен борд за оплаквания относно неправилното изпълнение на процесите за стандартизиране, действайки като апелативна организация във връзка с решенията за стандартизиране на Управителния съвет за интернет инженерство (УСИИ);
- Молби за коментари: БИА е отговорен за редакционното управление и публикуване на молби за коментари;
- Орган за интернет присвоени номера: Във връзка с Интернет корпорация за присвоени имена и адреси БИА е отговорен за управлението на представянето на протоколни стойности на параметрите от РГИИ от страна на органа за интернет присвоени номера;
- Външен посредник: БИА изпълнява функциите на представител на интересите на РГИИ във връзка с други организации, имащи отношение към стандартите и други технически и организационни въпроси, свързани с интернет;
- Съвети към Интернет обществото: БИА действа като източник на съвети и насоки към членовете на настоятелството и служителите на Интернет Общество относно технически, архитектурни, процедурни и политически въпроси, свързани с интернет и технологии;
- Одобрение на РГИИ: БИА одобрява кандидатурите за председател на УСИИ и регионален директор на РГИИ чрез номинации от страна на Комитета за номинации към УСИИ;
- Председател на РГИИ: БИА избира председател на РГИИ за възобновяем годишен мандат.

## RFC1087 – Етика в интернет
БИА силно подкрепя становището на секция „Консултантска група на националната научна фондация за комуникации, изследвания и инфраструктура“, която определя като неетична и неприемлива всяка дейност, която целенасочено::
- има за цел да получи неоторизиран достъп до ресурсите на интернет;
- нарушава предвидената употреба на интернет;
- води до загуба на ресурси(хора, капацитет, компютри);
- нарушава целостта на компютърната информация;
- накърнява неприкосновеността на личния живот на потребителите.

## Председатели на БИА
Списък на председателите на БИА:
- Дейвид Д. Кларк – 1981 до юли 1989
- Винт Церф – юли 1989 до юли 1991
- Лъман Чапин – юли 1991 до март 1993
- Кристиан Хуйтема – март 1993 до юли 1995
- Браян Карпентер – юли 1995 до март 2000
- Джон Кленсин – март 2000 до март 2002
- Лесли Дайгъл – март 2002 до март 2007
- Олаф Колкман – март 2007 –